# Домрке
Домрке (серб. Домрке / Domrke) — село в общине Гацко Республики Сербской Боснии и Герцеговины. Население составляет 24 человека по переписи 2013 года.

## География
Находится в Восточной Герцеговине, в 25 км от Гацко.

## Достопримечательности
В начале XIII века в Домрке был воздвигнут храм Святого великомученика Димитрия. По преданию, церковь была воздвигнута по распоряжению Святого Саввы, строил её король Стефан Первовенчанный. После поражения в битве на Гатацком поле 1276 года и утрате престола в церкви был похоронен король Стефан Урош I. Церковь вскоре была разрушена и восстановлена только в 1883 году.